# You Wouldn’t Steal a Car

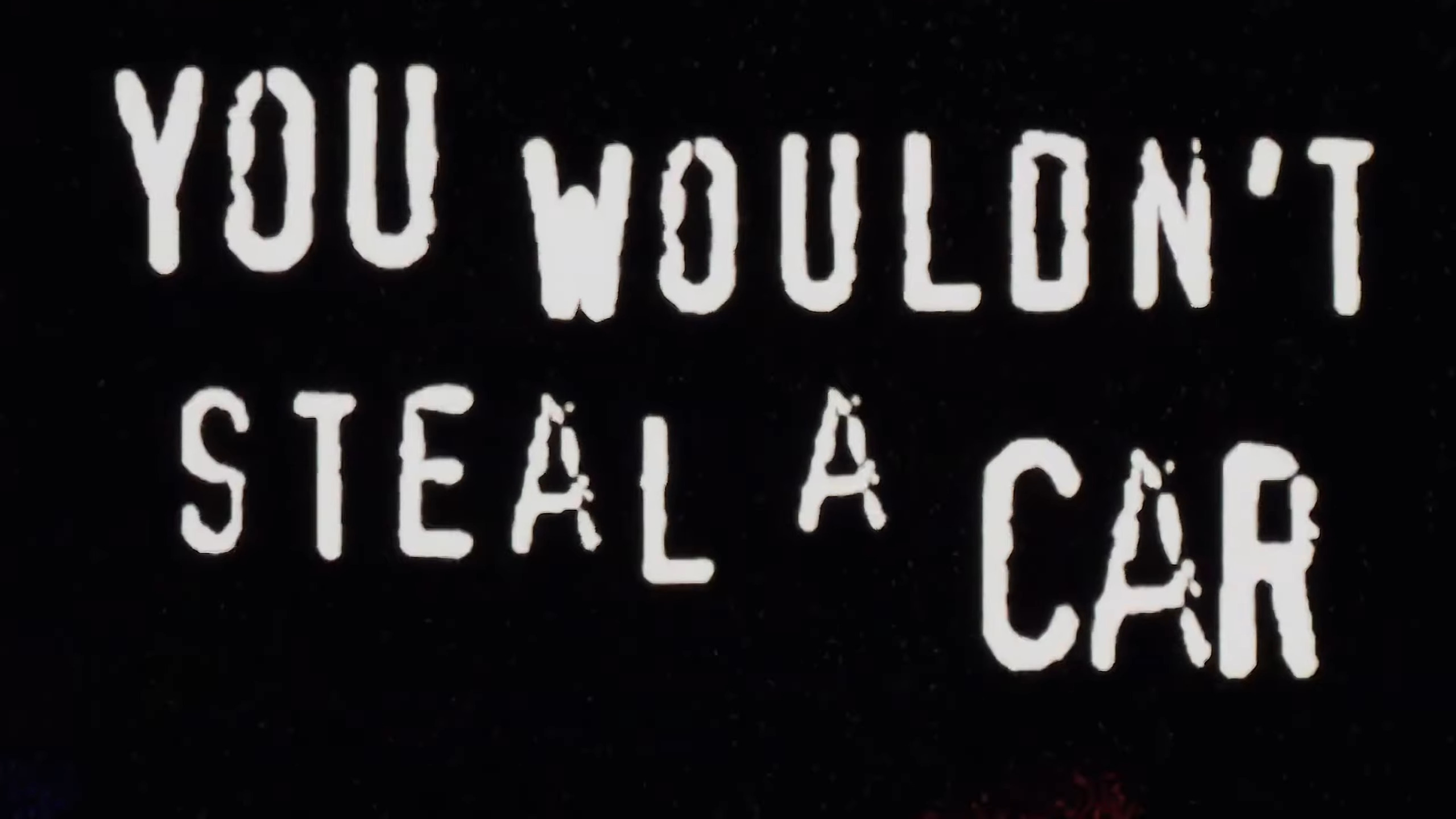
Slogan "You Wouldn’t Steal a Car" ("Nie ukradłbyś samochodu") z oryginalnego filmu

You Wouldn’t Steal a Car („Nie ukradłbyś samochodu”) – pierwsze zdanie i zwyczajowe określenie odnoszące się do ogłoszenia społecznego, będącego częścią kampanii przeciwko naruszeniom praw autorskich „Piracy. It’s a crime” („Piractwo. To przestępstwo.”). Była to koprodukcja między Federation Against Copyright Theft i Motion Picture Association of America, we współpracy z Intellectual Property Office of Singapore. Pojawiało się w kinach na całym świecie od 2004 do 2008 r. oraz na wielu płytach DVD w tym samym okresie jako reklama poprzedzająca menu główne, jako wideo niemożliwe bądź możliwe do pominięcia
Istnieją dwie wersje ogłoszenia. W pierwszym pokazano nastoletnią dziewczynę próbującą nielegalnie pobrać film, w drugim dwie kobiety próbujące kupić kopie płyt DVD. Obie wersje przeplatały to klipami przedstawiającymi mężczyznę dokonującego kradzieży różnych przedmiotów (takich jak samochód, telewizor, oraz film na płycie DVD), a przestępstwa te porównano do nieautoryzowanego kopiowania i rozpowszechniania materiałów chronionych prawem autorskim, takich jak filmy. Nastolatka ostatecznie anuluje pobieranie filmu, a kobiety decydują się nie zakupić nielegalnie skopiowanych płyt.
Według Kanadyjskiej Kliniki Polityki Internetowej i Interesu Publicznego reklama ta nie przyniosła skutku i stała się w dużej mierze przedmiotem kpin. W artykule z 2022 r. poświęconemu ekonomii behawioralnej opublikowanym w czasopiśmie The Information Society stwierdzono, że reklama ta mogła w rzeczywistości spowodować wzrost piractwa. Do 2009 roku powstało ponad 100 parodii ogłoszenia. Co ironiczne, doniesiono, że muzyka użyta w ogłoszeniu została skradziona i wykorzystana bez pozwolenia, pewne źródło kwestionuje jednak tę informację, twierdząc, że doniesienia te są wynikiem połączenia ich z inną reklamą przeciwko piractwu, w której wykorzystano skradzioną muzykę.